# Супрікян Жак Ншанович
Жак Ншанович Супрікян (рос. Жак Ншанович Суприкян, вірм. Ժակ Սուփրիկյան; нар. 1 липня 1937, Бейрут, Ліван — пом. 7 листопада 2011 Єреван, Вірменія) — радянський футболіст, нападник, згодом — вірменський футбольний тренер.

## Життєпис
Народився в Бейруті (Ліван), де й робив перші кроки в футболі. Згодом виїхав до Вірменської РСР. У 1958 році приєднався до новоствореного клубу «Ширак» (Ленінакан). Кольори клубу захищав до 1959 року, за цей час у Другій лізі радянського чемпіонату зіграв 46 матчів та відзначився 10-а голами.
У 1960 році пішов на підвищення, Жака запросили до головної команди республіки, єреванського «Спартака» (у 1963 році команда змінила назву на «Арарат»), який виступав у Вищій лізі СРСР. Дебютував за єреванський клуб 9 квітня 1960 року в програному (0:4) домашньому поєдинку 1-о туру попереднього етапу підгрупи 1 Класу «А» проти московського «Динамо». Жак вийшов на поле в стартовому складі та відіграв увесь матч. Дебютним голом у складі вірменського клубу відзначився 26 квітня 1960 року на 3-й хвилині переможного (3:0) домашнього поєдинку 3-о туру попереднього етапу підгрупи 1 Класу «А» проти СКА (Ростов-на-Дону). Супрікян вийшов у стартовому складі та відіграв увесь матч. У футболці «Спартака»/«Арарата» виступав до 1965 року, за цей час у «вишці» та першій лізі зіграв 108 матчів та відзначився 19-а голами, ще 6 матчів (2 голи) провів у кубку СРСР. 
У 1965 році залишив «Арарат» й перейшов до іншого вищолігового клубу, одеського «Чорноморця», але закріпитися в команді не зміг. За першу команду не зіграв жодного офіційного поєдинку, натомість виступав за «дубль». Того ж року повернувся в «Ширак», у футболці якого в 1966 році й завершив кар'єру футболіста.
По завершенні ігрової кар'єри розпочав тренерську діяльність. Тренував абовянський «Котайк», гюмрийський «Ширак», єреванський «Арарат», лондонський та єреванський «Оменмен», а також клуби з Сирії та Лівану. У 1983 році був помічником у головного тренера «Арарата» Микити Симоняна. Також працював у спортивній школі «Малатії». 7 листопада 2011 року помер в Єревані від інфаркту.